# Capa do contrafilé
|  |

| Animal (kg) | Arroba (@) | Média (kg) |
| 160         | 10         | 0,93       |
| 190         | 12         | 1,10       |
| 220         | 14         | 1,28       |
| 250         | 16         | 1,45       |

A Capa do contrafilé ou simplesmente capa de filé é um tipo de corte da carne bovina localizado sobre a ponta do contrafilé, na traseira do animal e representa, aproximadamente, 2,28% da carcaça traseira.[carece de fontes?] Como contém muitos nervos, sua textura é desigual.

## Informação nutricional
| Valor calórico     | 133,99 kcal | 5%  |
| Carboidratos       | 0,55 g      | 0%  |
| Proteínas          | 21,63 g     | 43% |
| Gorduras totais    | 5,03 g      | 0%  |
| Gorduras saturadas | 1,60 g      | 6%  |
| Colesterol         | 42,59 mg    | 14% |
| Fibras             | 0 g         | 0%  |
| Cálcio             | 11,62 mg    | 1%  |
| Ferro              | 1,66 mg     | 12% |
| Sódio              | 82,97 mg    | 3%  |

Obs.: Valores diários em referência com base em uma dieta de 2.500 calorias por porção de 100g com referência para animais do Brasil.